# Нигерия
Федерална република Нигерия (на английски: Federal Republic of Nigeria) е държава в Западна Африка. Граничи с Бенин на запад, Чад и Камерун на изток, Нигер на север и Гвинейския залив на юг. С население от 236 747 130 души (2023), Нигерия е най-многолюдната африканска страна, и е на 6-о място в света по население. На територията и съжителстват три основни етнически групи – йоруба (21%), хауса (21%), игбо (18%), а заедно с тях още стотици други етноси и племена с по-малка численост. Християнството и ислямът са двете основни религии, като мюсюлманите са по-многобройни в северната част на страната.
Първите сведения за човешко присъствие по земите на днешна Нигерия датират отпреди 11 000 години. Териториите между реките Бенуе и Крос са считани за прародина на негрите банту, които започват експанзията си към централните и южните части на Африка между от първото хилядолетие преди Христа.
Нигерия е богата на природни ресурси и е сред 10-те най-големи износители на нефт в света. След дълъг период на политическа нестабилност, днес Нигерия е една от най-големите икономики на Африка и е сред най-бързо развиващите се страни в света. Тя е регионална икономическа и военна сила, но все още широко разпространената корупция и откъслечното насилие в някои региони продължават да бъдат проблем за страната.

## История
Най-ранните сведения за заселници по територията на Нигерия датират от 9000 г. пр. Хр. Има свидетелства за пастири и земеделци, както и грънчарска дейност около 4000 г. пр. Хр. В Таруга са открити пещи за топене на метали, датиращи от IV век пр. Хр. – вероятно най-старите, намирани някога. Тези земи са били в сърцето на голяма търговска мрежа в древна Африка. До XVI век сл. Хр. са се образували десетки царства, най-голямото от които е царство Нри, основано през IX век. То съществува около 1000 години, и въпреки малката си територия оказва огромно културно и политическо влияние върху югоизточна Нигерия. С времето се появяват и по-мощни държави, като Йоруба, Ифе, Ойо и Бенинската империя, царство Калабар, многобройни градове-държави, увеличава се влиянието и на царство Сонгхай и Борнуанското царство.
В края на XIX век, през 1885, англичаните слагат ръка върху Западна Африка, и Нигерия става протекторат на Британската империя на 1 януари 1901. През 1914 е образувана т.нар. Колония и протекторат Нигерия, формално разделена на северни и южни територии, и колонията Лагос. След края на Втората световна война се забелязва появата на множество националистически движения, и Великобритания предприема стъпки към увеличаване на самоуправлението на Нигерия. Пълната си независимост страната получава през октомври 1960, устроена като парламентарна федеративна република. Държавен глава е монарх, но законодателната власт е дадена на двукамарния парламент.
През октомври 1963 Нигерия е провъзгласена официално за федерална република, а генерал-губернатор Ннамди Азикиве става първи президент. Това е т.нар. Първа нигерийска република. Този период се характеризира с напрежение и етнически сблъсъци, породени от разнообразието на народи и вероизповедания от една страна, и неравното икономическо развитие на северната и южната част от друга. Това довежда до свалянето на президента от власт и убийството на министър-председателя Абубакар Тафава Балева по време на военен преврат на 15 януари 1966. Следва период на военно управление, което обаче не успява да се справи с икономическите проблеми и вътрешното напрежение. Четирите региона са заменени от 12 щата, но източните региони отхвърлят това деление, искайки автономия. На 29 май 1967 лейтенант-полковник Емека Оджукву обявява независимостта на източния регион под името Република Биафра. Това събитие маркира началото на гражданска война, довела до смъртта на над 1 милион души и победа над Биафра. Военното управление бива свалено чрез преврат на ген. Муртала Мохамед през 1975, но самият той е свален чрез преврат само година по-късно, от ген. Олусегун Обасанджо. В Нигерия започва преход към гражданско управление и създаване на нова конституция – това е Втората република. На 31 декември 1983 републиката е свалена от власт и отново е установено военно управление от страна на Върховния военен съвет (ВВС), този път само за 2 години.
През 1985 генерал Ибрахим Бабангида сваля от власт ръководителите на ВВС и ги обвинява в нарушения на човешките права и неспособност за справяне с икономическата криза, и обещава възстановяване на гражданското управление най-късно до 1993 година. Бабангида възстановява свободата на словото, освобождава всички политически затворници и предприема мерки за възстановяване на икономиката. Това е т.нар. Трета република. При опитите за създаване на изцяло цивилно правителство обаче възникват проблеми. В края на 1992 се провеждат президентски избори, които са спечелени от Мошуд Абиола. Бабангида обаче анулира изборите, което довежда до протести и сблъсъци. Властта е предадена на Ърнест Шонекан, който управлява временно и насрочва нови избори за 1994. В настъпилия хаос, на 17 октомври 1993 министърът на отбраната Сани Абача поставя под натиск Шонекан, който подава оставка. Абача установява ново военно управление, което продължава до 1998, когато той умира от инфаркт. Властта е поета от Абдулсалами Абубакар, и след това от Олусегун Обасанджо, и е установена Четвърта република.

## География

### Разположение и релеф
Нигерия е разположена в тропическата зона на Западна Африка и се простира на площ от 923 770 кв. км, което я прави една от големите африкански държави и 32-рата по площ в света. Тя има обща дължина на държавните граници от 4047 километра, като граничи с Бенин (773 km), Нигер (1497 km), Чад (87 km), Камерун (1690 km), а бреговата ѝ линия възлиза на 853 km. Най-високата точка е връх Чапал Уади, извисяващ се на 2419 метра надморска височина.
На юг се намират обширни крайбрежни равнини, простиращи се до централните части на страната; те продължават на североизток и северозапад по съответно по течението на реките Бенуе и Нигер. На северозапад се намират ниски плата, чиято средна височина е около 500 метра. На север са разположени планински вериги и плата, чиято средна височина на места надхвърля 1200 метра. Граничните източни райони са предимно планински. В крайната североизточна част на страната платата и планините отново отстъпват на равнинния терен около басейна на езерото Чад.

### Климат и води
Климатът е полусух в северната част на страната, докато в южните части се характеризира с висока влажност. С изключение на земите, разположени на Атлантическото крайбрежие, където дъждовете са равномерни през цялата година, количеството на валежите в останалата част на страната има ярко изразен сезонен характер с отчетливи влажни и сухи периоди. Най-сериозните валежи са концентрирани през месеците юни – септември, като в южните райони това са 50 – 60% от цялото количество валежи, а в северните райони достига 90%. Средногодишното количеството на валежите варират от 500 мм на североизток до над 3000 мм в земите в крайбрежната част.
Повърхностните водни ресурси, които изтичат към океана се оценяват на около 263 куб. км. годишно. Има четири основни речни системи: Нигер-Бенуе, басейн на ез. Чад, Югозападна крайбрежна и Югоизточна крайбрежна, както и трансграничната речна система ползвана съвместно с Камерун.
Дебитът на Нигер (река) се оценява на 30 куб. км, а на Бенуе и притоците му е в размер на 29 куб. км. Подпочвените възобновяеми водни ресурси на Нигерия се оценяват на 87 куб.км/годишно.
Общият капацитет на язовирната мрежа на страната е в размер на 30 куб. км. Изграждането на язовири в Нигерия в по-голямата си част започва след средата на седемдесетте години. Към настоящия момент са построени 60 големи и 100 по-малки язовира.

### Природни ресурси
Нигерия притежава най-големите залежи на природен газ в Африка и 7-ите по обем в света, както и 10-ите по обем в света залежи на петрол. Тя е най-голямата страна-членка на ОПЕК и изнася 5-ото по обем количество петрол в света, задминавайки страни като Иран, Ирак и Норвегия.
Освен горивните ресурси, Нигерия разполага с големи находища на калай, желязо, олово, ниобий и цинк. От неизкопаемите ресурси, страната има огромни по площ плодородни равнини и голям хидроенергиен потенциал.

### Биоразнообразие и околна среда
Нигерия има огромно разнообразие от растителни и животински видове. Счита се, че регионът около град Калабар има най-богатото разнообразие от пеперуди в света, а маймуната дрил (Mandrillus leucophaeus) обитава единствено югоизточните части на Нигерия и северозападните райони на съседен Камерун. В страната ясно могат да се разграничат три основни екосистеми – полупустинни и саванни на север, екваториални гори в централната и южната част на страната, и бреговите екосистеми по океанското крайбрежие или речните басейни. Северните райони са бедни на висока растителност, докато екваториалните гори биват предимно дъждовни и мангрови.
Особено богати на животински видове са пограничните планински райони на югоизток, около границата с Камерун. Там са разпространени Крос-ривърската горила, изключително рядкото нигерийско шимпанзе, ендемитната за страната птица ибаданско малимбе (Malimbus ibadanensis), близо 135 вида влечуги, около 20 000 вида насекоми и много други. В Нигерия са възникнали много важни растителни култури, масово използвани в земеделието (особено в Африка) – сорго, ямс и западноафрикански ориз. Човешката дейност и разрастващата се икономика са станали причина много животински видове, например жирафите и дивите кучета, да изчезнат от екосистемата на страната, а слоновете и лъвовете вече съществуват в много малки популации в защитените местности. Изсичането на горите за дървен материал, лошото съхранение на отпадъци (битови и промишлени), както и нефтените разливи нанасят сериозна вреда на околната среда и довеждат до изчезвания на видове и опустиняване. Счита се, че от 1990 година насам заради урбанизацията и индустриализацията са били изсечени около 50% от горите.

## Държавно устройство
Нигерия е страна в Западна Африка управлявана от президент с широки правомощия, който се избира пряко от населението. Много сериозно влияние върху политиката на страната имат военните, които често са извършвали преврати до недалечното минало. Сериозни проблеми на страната създават и дълбоките политически и културни различия между мюсюлманския Север и християнския Юг.

### Въоръжени сили
Нигерийските въоръжени сили наброяват около 85 000 души към 2008 година. Въпреки че Нигерия вече не е под военно управление, армията все още разполага с голямо влияние в държавните институции. Корените на съвременните въоръжени сили могат да се проследят до 1-ва Западноафриканска пехотна бригада в състава на Британската армия през Втората световна война. Тази бригада се е състояла изцяло от нигерийски войници, обучени по английски стандарт. След независимостта на Нигерия армията участва в гражданската война и почти всички преврати. По време на Студената война тя е била снабдявана от СССР и Великобритания, а днес получава оборудване от Русия, Великобритания, Китай и САЩ. Нигерийски войници са били разполагани в състава на много мисии на ООН и Африканския съюз, включително Дарфур, бивша Югославия, ДР Конго и Източен Тимор.

## Административно деление
Територията на Нигерия е поделена на 36 щата и 1 федерална столична територия, която включва района около столицата на страната Абуджа. Щатите са разделени на общо 774 зони за местно управление.
Щатите са:
| 1. Абия 2. Адамауа 3. Аква Ибом 4. Анамбра 5. Баучи 6. Байелса 7. Бенуе 8. Борно 9. Крос Ривър 10. Делта 11. Ебони 12. Едо | 1. Екити 2. Енугу 3. Гомбе 4. Имо 5. Джигава 6. Кадуна 7. Кано 8. Катсина 9. Кебби 10. Коги 11. Квара 12. Лагос | 1. Насарауа 2. Нигер 3. Огун 4. Ондо 5. Осун 6. Ойо 7. Плато 8. Ривърс 9. Сокото 10. Тараба 11. Йобе 12. Замфара |  |

## Население
| Най-големи градове (2006) |           |
| Град                      | Население |
| Лагос                     | 7 937 932 |
| Кано                      | 3 848 885 |
| Ибадан                    | 3 078 400 |
| Кадуна                    | 1 652 844 |
| Порт Харкурт              | 1 320 214 |
| Бенин сити                | 1 051 600 |
| Маидугури                 | 1 044 497 |
| Зариа                     | 1 018 827 |

Населението на Нигерия е 182 200 000 по данни от 2015 г., от които 45% живеят в градовете, а 55% – в селските райони. Тенденцията от демографска гледна точка показва бързо нарастване на населението, съчетано с намаляване на процента на градските жители, т.е. налице е ясно изразена миграция към селските райони, където хората намират препитание за да оцелеят. За сравнение през 1987 г., населението на Нигерия е било от 109 милиона души, от които 57% живеят в градове и 43% – в селските райони. За период от четиринайсет години градските жители са намалели с 21% или имаме процес на деурбанизация. Средната гъстота на населението е 197 жители на кв. км, което нарежда страната сред сравнително гъстонаселените държави в света.
Ежегодният темп на прираст на населението е един от най-високите в световен мащаб – 2,94%.

### Етнически състав
|                              |                         |                     |
| Барабанисти от народа йоруба | Младежи от народа хауса | Мъже от народа игбо |

В Нигерия живеят повече от 250 етнически групи, от които най-големите са:
- йоруба – 21%
- хауса – 21%
- игбо – 18%
- фулани – 11%
- урхобо-исоко – 9%
- ерик-ибибио – 7%
- канури – 4%
- едо (бини) – 3%
- тив – 2%
- иджо (изон) – 2%
- нупе – 2%
- бура (килба) – 1%
- други – 8%

### Вероизповедания
Религиозната принадлежност на нигерийското население е силно свързана с етническата принадлежност и е почти равномерно разпределена между християнството и исляма. Християнското население е разпръснато из южните части на страната, където южните етнически групи имат голям брой християни. Народът йоруба, който е една от двете главни етнически групи, живее в югозападната част и практикува основно християнството, а по-малко исляма и/или традиционната религия йоруба, която се съсредоточава върху вярата в един върховен бог и няколко по-малки божества. Мюсюлманското население е концентрирано на север и обхваща предимно народите хауса и фулани, които са основното население в тази част на страната, изповядващо сунитски ислям.
От 1953 година насам броят на християните е нараснал значително, като в тази година християните са били само 13% от населението. Към февруари 2013 г. християнското население е 80 510 000 души, с което по брой на християните Нигерия е на 1-во място в Африка и на 5-о в света (след САЩ, Бразилия, Мексико и Филипините). Повечето от тях са протестанти (74%), по-малко католици (25%), а незначителна част (1%) изповядват неопределена деноминация.
През XXI век са правени изследвания за процентното разпределение на населението по религии в Нигерия от различни институции – Американска агенция за международно развитие „Афробарометър“, Демографски и здравни проучвания (DHS), Изследователски център Pew, Централна интелигентна агенция на САЩ (CIA), Асоциация за религиозни архивни данни (ARDA). Получени са следните резултати:
- 2001 г. – CIA: християни – 40%; мюсюлмани – 50%; местни религии – 1%.
- 2008 г. – Афробарометър: християни – 56%; мюсюлмани – 43%; други религии – 1%.
- 2008 г. – DHS: християни – 53%; мюсюлмани – 45%; други религии – 2%.
- 2009 г. – Pew: християни – 46%; мюсюлмани – 52%; други религии – 1%.
- 2010 г. – ARDA: християни – 46,5%; мюсюлмани – 45,5%; други религии – 7,7%.
- 2010 г. – Pew: християни – 49,3%; мюсюлмани – 48,8%; други религии – 1,9%.
- 2013 г. – Афробарометър: християни – 58%; мюсюлмани – 41%; други религии – 1%.

Религиозното насилие в Нигерия е откъслечно, и се появява след налагането на шериата в северните щати. Публикуването на карикатурите на Мохамед в датски вестник през 2006 обаче внезапно обостря този проблем, и в последвалите сблъсъци десетки църкви и джамии биват изгорени, а най-малко 100 души загиват. Две години преди това в Кано при друг сблъсък между християни и мюсюлмани загиват 2000 души. През 2010 година след организирана от радикални мюсюлмани атака срещу мирно християнско население край Джос, избухват нови сблъсъци при които загиват между 300 и 500 души.

### Езици
Официалният език е английски. Широко са разпространени местните езици йоруба, хауса, едо, ефик, адавама фулфулде, идома, игбо, централен канури, Всичко в Нигерия има 527 езика, от които 514 са живи, 2 са втори без носители на езика, 11 – мъртви. Сред нигерийските мъртви езици са аява, баса-гумна, холма, ауйокава, гамо-нинги, кпати, мава, куби и тешенава.
Местните езици се използват основно за общуване и в средствата за массова информация, някои езици също се преподават в училищата. Голяма част от населението на страната владее два и повече езика.
За различните езици в Нигерия през 1980-те години е разработен паннигерийска азбука на основата на латинския език.

### Здравеопазване
Лошото състояние на здравеопазването в Нигерия е една от причините продължителността на живота да е едва 47 години. През 2002 година едва 72% от градското и 49% от селското население са имали достъп до чиста питейна вода. Много нигерийци отделят ежедневно от 1 до 3 часа в събиране на вода. Детската смъртност в Нигерия се оценява на 18,7%.
Болестите са друг негативен фактор. Към 2005 близо 3 милиона възрастни нигерийци са били серопозитивни, а в същата година от СПИН са починали 220 000 души. Маларията, пренасяна от комарите, както и туберкулозата, засягат значителна част от населението. Болниците и клиниките са малко на брой дори в големите градове, а медикаментите са много скъпи. Повечето лечебни заведения са частни. Макар и да има подобрение в тази област, здравната система не може да смогне с изключителния растеж на населението.

### Образование
Нигерия има сравнително висока грамотност на населението – средно 69,1% през 2004, като при мъжете тя е била 78,2%, а при жените – 60,1%. Нигерийското образование е почти изцяло държавно и е безплатно, но присъствието не е задължително. Така някои етнически групи с номадски характер остават недообразовани.
Началното училище е 6 години, след това има средно училище, което се дели на junior secondary и senior secondary, обучението в които трае по 3 години. Бакалавърската степен в нигерийските университети се взима за 4 години. През 2005 59% от момичетата и 68% от момчетата са постъпвали в начално училище, но едва 23 и 28 процента съответно са постъпвали в средно училище. Основен проблем на системата са западащите административни институции и ниското качество на преподаването.

## Стопанство
Нигерия притежава третата най-голяма икономика в Африка след Египет и Република Южна Африка, с общ БВП от 369,8 милиарда щ.д. за 2010 година. Тя също така отбелязва и един от най-големите икономически растежи в света – 9% за 2008 и 8,3% за 2009. Предизвикателство за пазарната политика обаче остават политическата нестабилост и високата корупция.
Селското стопанство е основния извор на прехрана за повече от 60 милиона души, населяващи селските области на Нигерия. През 1960 г., селското стопанство е била водещата сила в развитието на националната икономика, създавайки 61% от БВП. Откриването на сериозни нефтени залежи и развитието на петролната индустрия, съчетано с високите цени на петрола отнемат лидерската роля на аграрния сектор. Приносът на селското стопанство към БВП се засилва единствено в случаите на резки понижения на световните цени на горивата. Брутният Вътрешен продукт на страната за 2001 г. е в размер на 41,2 милиарда щатски долара. Страната се радва на добри темпове на икономически растеж от около 4% годишно през последните няколко години. Инфлацията през 2001 г., е в размер на 5,9%, което е прилично ниво, но само година по-рано е размер на 25,4%.
 Индустрията участва с 46% във формирането на БВП, аграрният сектор – с 29,5%, а секторът на услугите – с 24,5% /по данни от 2000 г./. През последните години се наблюдава тенденция за намаляване на ролята на аграрния сектор за сметка най-вече на услугите и в по-малка степен на промишлеността в създаването на БВП. Примерно земеделието дава 33,6% през 1997 г., срещу 29,5% през 2001 г. 
Цялостния износ на Нигерия на стоки и услуги през 1997 г., е в размер на 45 милиарда щатски долара срещу внос от 37,8 милиарда щатски долара. Липсата на достоверни данни за състоянието на експорт-импорта на страната през последните години не позволява да се прецени дали положителния търговски баланс се запазва.
През 2013 г. трите най-големи африкански икономики според брутния вътрешен продукт (БВП) са:
1. Нигерия – 510 милиарда щ.д.; 2. Южна Африка – 370 милиарда щ.д.; 3. Египет – 262 милиарда щ.д.
Голямото население и нарастващите приходи от износа на нефт превръщат Нигерия във важен политически фактор от континентална и световна величина.  При неотдавнашните дискусии за реформа на ООН Нигерия беше една от кандидатките за нов постоянен член на Съвета за сигурност.

### Транспорт
Инфраструктурата на Нигерия е слабо развита, нещо което е типично за африканските държави, на 1000 души се падат едва 4,6 фиксирани и мобилни телефонни линии, при персоналните компютри на 1000 души се падат едва 6,6 /по данни от 2000 г./. Равнището на преките чуждестранни инвестиции е 1,1 милиарда щатски долара през 2000 г., което е незадоволително за държава с мащабите на Нигерия. Тенденцията при инвестициите е неблагоприятна – през 1997 са привлечени 1,5 милиарда щатски долара. Причините са във високото ниво на корупцията и често нестабилната политическа ситуация.

### Комуникации
Комуникационната мрежа е сравнително развита. При население от над 200 милиона души в наличност са 139 хил. стационарни телефона и близо 145 милиона мобилни телефона (по данни от 2018 г.). Интернет потребителите са 47,8 милиона.

### Туризъм
Туризмът е слаборазвит

## Общество

### Култура
Нигерия има уникална, богата и разнообразна култура, представляваща амалгама от традициите на стотиците народности, и в същото време носеща много белези на английското влияние. Основните земеделски култури, които се отглеждат тук са: просо, маслена палма, какао, фъстъци, захарна тръстика, ориз и други. В световен мащаб, Нигерия често е възприемана като символ на англоезична Африка.
Нигерийската филмова индустрия, наричана понякога „Ноливуд“, е най-мощната киноиндустрия в света след индийската. Според CNN, нигерийската киноиндустрия е на стойност 250 милиона щатски долара, произвеждайки близо 200 филма ежемесечно.
Нигерийската литература също е значима в световен мащаб. През 1986 Уоле Шоинка става първият африканец, получил Нобелова награда за литература, и първият нигерийски нобелов лауреат.

### Спорт
Националният отбор по футбол на Нигерия представя страната на международни срещи. Контролира се от Нигерийската футболна федерация. Известен е с прякора „суперорлите“. През април 1994 г. достига до 5-о място в световната класация на ФИФА – най-високото постижение на африкански отбор. Участва на финалите на световните първенства през 1994, 1998, 2002, 2010, 2014 г., като през 1994 достига осминафинал,както и  през 1998 и 2014 г. Печели златни медали на Олимпийските игри през 1996 г. и е единственият африкански отбор с това постижение. Носител е на Купата на африканските нации през 1980, 1994, 2013 г.

Най-добрите футболисти на Нигерия са играли в Аякс, Интер, Арсенал, Евертън, Андерлехт, Уест Бромич Албиън, Портсмут и др.
Сред тях са Нванкво Кану, Джей-Джей Окоча, Амокачи, Амунике, Йекини, Икпеба, Обафеми Мартинс, Бабаяро, Якубу Айегбени и др.
Развити са още спортовете баскетбол, крикет и бокс. Петима нигерийски баскетболисти са играли в НБА на САЩ.